# ナンシー・チョドロウ
ナンシー・チョドロウ（Nancy Julia Chodorow、1944年1月20日 - ) は、アメリカのフェミニストの社会学者で精神分析家。 彼女は多くの影響力の大きな著作を執筆している。代表的なものに、『母親業の再生産』( 'The Reproduction of Mothering: Psychoanalysis and the Sociology of Gender、1978) Feminism and Psychoanalytic Theory (1989); Femininities, Masculinities, Sexualities: Freud and Beyond (1994); そして The Power of Feelings: Personal Meaning in Psychoanalysis, Gender, and Culture (1999)がある。
彼女は一般に精神分析的フェミニズムの代表者として知られており、国際精神分析協会の会員で、しばしばその国際会議で講演を行なっている。
彼女はカリフォルニア大学バークレー校の社会学及び臨床心理学部の教授として多年に渡り教鞭をとってきた。  2005年にカリフォルニア大学を退職。彼女の『母親業の再生産―性差別の心理・社会的基盤』は、現代社会学の分野では過去25年の間、最も影響力のあった10冊の一つに選ばれた。

## 経歴
ニューヨーク市出身。ユダヤ系。1966年、ラドクリフ大学（1999年にハーバード大学に統合された）を卒業。ブランディス大学で博士号（PhD）を取得した。

## 思想
チョドロウは、ジェンダーの差異をオイディプス・コンプレックスの妥協形成と考えている。彼女は、個人は両性的なものとして生まれてきて、母親がその最初の性的な対象であるというフロイトの主張から出発する。チョドロウは、カレン・ホーナイとメラニー・クラインの著作を引き合いに出しながら、子どもは、その支配的な母親像への反発の中で自我を形成するという。男の子は比較的容易に自立性の感覚を形成していくことができる。というのも、男の子は父親という行為主体やその自由と自己を同一化し、母親や妻という存在の中に取り込まれている関心と対抗することができるからである。この過程は、女の子にはあまり簡単ではない。母親はより強固に自分の娘と同一化を図ろうとするからである。娘は、父親を自分の愛情の対象としようとするが、母親との強固な絆による自我の形成により、窮地に追い詰められる。 男の子が典型的に愛情を二項的な関係として経験するのに対して、娘はリビドー的な三項関係の中に巻き込まれており、そこでは自我は父親への愛情、母親の愛情と父親の母親への関係についての懸念と不安に引きちぎられそうになる。チョドロウによれば、二項的で三項的な最初の愛情の体験が、ジェンダー役割の社会的な構築、文化全般における女性の価値の蔑視や男性の行動におけるクロスカルチャー的な様式、そして第二波のフェミニズム以降西側諸国における結婚問題での緊張関係などを説明しているという。結婚生活では、女性は性的関係よりも子どもにより多くの関心を向けている。女性の性行為に対する両面的な感情は、おそらく男性の生活様式に由来するものである。女性は性的な成熟に到達するやいなや、子どもに自身のエネルギーを振り向けるようになる。

## 著作
- "The Reproduction of Mothering." University of California Press, Berkeley and Los Angeles: 1978.（『母親業の再生産―性差別の心理・社会的基盤』新曜社　1981年）
- "Feminism and Psychoanalytic Theory." Yale University Press, New Haven and London: 1989.
- "Femininities, Masculinities, Sexualities: Freud and Beyond." The University Press of Kentucky 1994.
- "The Power of Feelings : Personal Meaning in Psychoanalysis, Gender, and Culture." Yale University Press, New Haven and London: 1999.